# 秋杰
秋傑是馬來西亞吉隆坡市中心中部的一個區域，名稱來源於位置橫貫其核心區域的秋傑路（Jalan Chow Kit），而秋傑路是以馬來西亞著名的錫礦主和企業家陸秋傑命名，在十九世紀曾擔任議員。秋傑開埠歷史悠久，因其地理位置及區域內的華人聚集區－中南路（Jalan Tiong Nam），因此又被當地老一輩華人稱為中南區，曾經是吉隆坡最繁華的商業區。因吉隆坡市中心人口大量外移之故，目前秋傑一帶的居民大多為外籍勞工，是吉隆坡最大的爪哇裔及非洲裔社區。在2020年，《紐約時報》評選2020年最值得去的52個地方中，秋傑亦被列入榜單內，排名第20位。

## 歷史

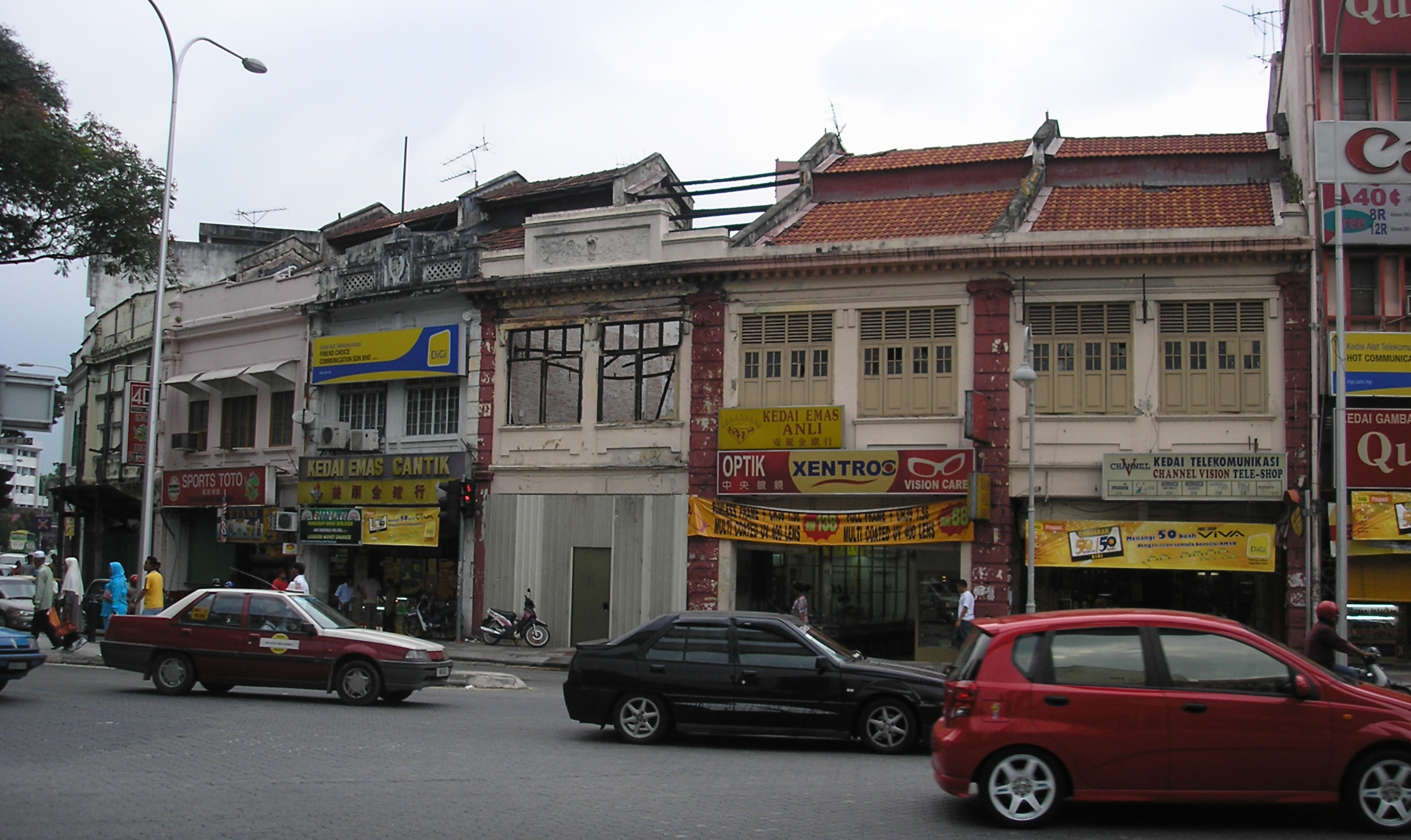
秋傑的建築以低矮的戰前店屋為主

又名中南區的秋傑，是吉隆坡市區歷史最悠久之區域。早期這裡卻是華人色彩濃厚的一個社區，也是1969年种族骚乱五一三事件影響最嚴重的區域。
秋傑亦是馬來西亞住宅社區常見的花園型排屋社區的發源之地，在1949年起，英殖民政府沿著中南路（Jalan Tiong Nam）開始興建百餘間單層排屋，形成“中南區住宅區”，這些排屋建築以“井”字型排列，與當時的華人新村及貧民木屋區東一間西一間的木板屋概念完全不同，這種社區建築風格，對日後馬來西亞的花園型排屋社區，起著深遠的影響。
在上世紀90年代起，吉隆坡市中心人口大量外移之後，因大量印尼人的移入，成為印尼色彩濃重的社區，加上2000年後開始有非洲人的移入，增加秋傑社區的文化多元性。也因為大量的外籍勞工及非吉隆坡市政府主要發展的區域，導致秋傑巷弄龍蛇混雜，淪為吉隆坡著名的紅燈區，也是治安黑區，電影《逆戰》在吉隆坡取景要拍攝陋巷，也選在秋傑後巷取景拍攝。

## 著名地點

### 秋傑巴剎

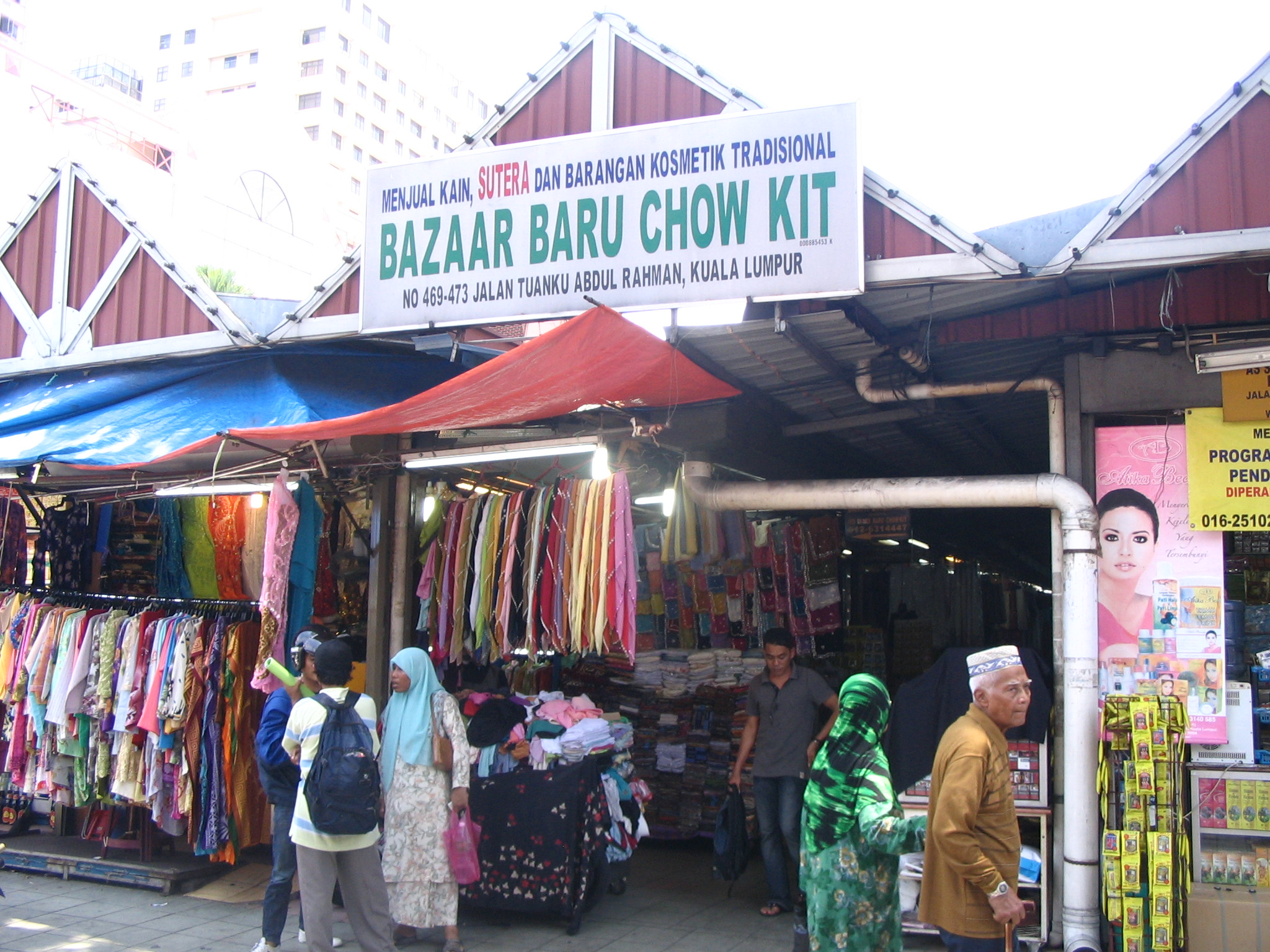
整修後的秋傑巴剎入口

秋傑巴剎（Pasar Chow Kit），官方名稱為拉惹柏巴刹（Pasar Jalan Raja Bot），與所處的道路同名，該巴剎於1955年啟用5月28日開幕。在20世紀中期，與中央市場及半山芭巴剎一同列為吉隆坡市區三大巴剎，其主建築位於拉惹博（Jalan Raja Bot）與拉惹阿浪（Jalan Raja Alang）路之間，該建築與半山芭巴剎長得一模一樣，是圓拱形建築體，以Y字形鋼骨水泥柱支撐，立面和拱頂開了排列整齊的採光圓孔，兩邊有向外延伸的側翼，門口兩旁裝上龍蝦、螃蟹、公雞、蔬菜水果等圓形浮雕。這類拱頂設計在馬來西亞獨立初期的建築頗為常見，有著堅固和延伸性佳的優點。目前吉隆坡市政局耗資1.4億令吉，以重組秋傑巴剎，巴剎第一期的圓拱形建築於2016杪拆除，預計於2022年完工。目前，秋傑巴剎仍以馬來西亞最大的新鮮水果巴剎聞名於當地，在巴剎外圍聚集了數百家水果攤位。
第二期建築建於1955年，由一整排如四合院設計、波浪狀薄殼拱頂的小店屋組成。低矮的小店屋沒有窗戶，前面屋簷下有圓形通風孔，屋後有長方形通風孔，佈滿半個立面。兩列小店屋背對背而立，拱頂往後巷傾斜。在早年，這排小店屋全都經營熟食生意，後來巴剎允許往外擴充後，開設露天攤販後，導致人潮集中在外圍，加上巴剎內曾經發生四次火災，燒毀部分攤位及局部建築物，使得巴剎內的華人攤主逐漸搬遷，造就老巴剎和小店屋人潮稀少，建築內的小店紛紛轉做其他生意，目前熟食店只剩下三間茶室和一間販賣華人椰漿飯的小店，其他還有藥材店、辣椒醬的專門店、早期製作竹昇麵現在改成全機械生產福建麵和黃麵的製麵小工廠等，目前這排小店屋也面臨清拆重建的命運。

### 哈芝泰益巷
哈芝泰益巷（Lorong Haji Taib）是由多條巷組成，這裡也是吉隆坡著名的紅燈區，巷弄兩篇多為小型旅館、卡拉ok及理髮店，聚集許多的賣淫業者，以跨性別人士為主。在上世紀60年代已開始出現賣淫業者，当地流行一句話：“Belakang Mari”，意思即為前往哈芝泰益巷找尋性服務，這種說法的來源因早期此區房子的面積較大，前院是住家，後面则是妓院，尋求性服務需要從後巷進入，所以造就這個說辭的由來。後來跨性別賣淫業者看中此區的隱秘性，便集中在此區提供性服務。同時，這裡也聚集許多小型旅館，部分非洲裔人士前來此處洗黑錢、賣贗品及其他不法的勾當，使得哈芝泰益巷成為治安死角，也導致吉隆坡人對秋傑出現負面的印象。
哈芝泰益巷也是吉隆坡華人聚集之地，許多開業超過一甲子的著名板麵、肉骨茶、叻沙、魚頭米粉等，都藏身在巷弄之中。夜晚這裡還有座夜市，主要販售二手衣物及飾品，攤販業主及顧客主要為外籍勞工。

## 宗教
秋傑一帶聚集多家廟宇，其中在中南路一帶便有6間廟宇供民眾供奉膜拜，分別為宗聖宮、龍盤宮、迴龍宮、龍峰宮、鳳山寺及龍興宮，外圍還有廣福亭、鹤鳴禪寺等多家廟宇，且都有超過百年的歷史和經常舉辦神慶活動。每個姓氏的居民都有本身的信仰，如龍盤宮主要是陳姓宗親所創辦、龍峰宮則屬於潘姓宗親創辦，造就此區宗族氣味濃厚之故。
與秋傑巴剎相鄰的Gurdwara Tatt Khalsa錫克廟，是東南亞最大的錫克廟，建於1922年，最大的特色是提供免費的全素膳食，一日午餐，任何階級及宗教的人士皆可一同用餐。寺廟的前半部是教徒朝聖禮拜的空間，後半部是公共飯堂及廚房，於寺廟後方則設有全名為Sri Guru Granth Sahib JiAcademy的錫克教學習中心，教授旁遮普語、錫克教經典、歷史及傳統樂器，且與寺廟一樣免費對外開放。

## 交通

### 鐵路

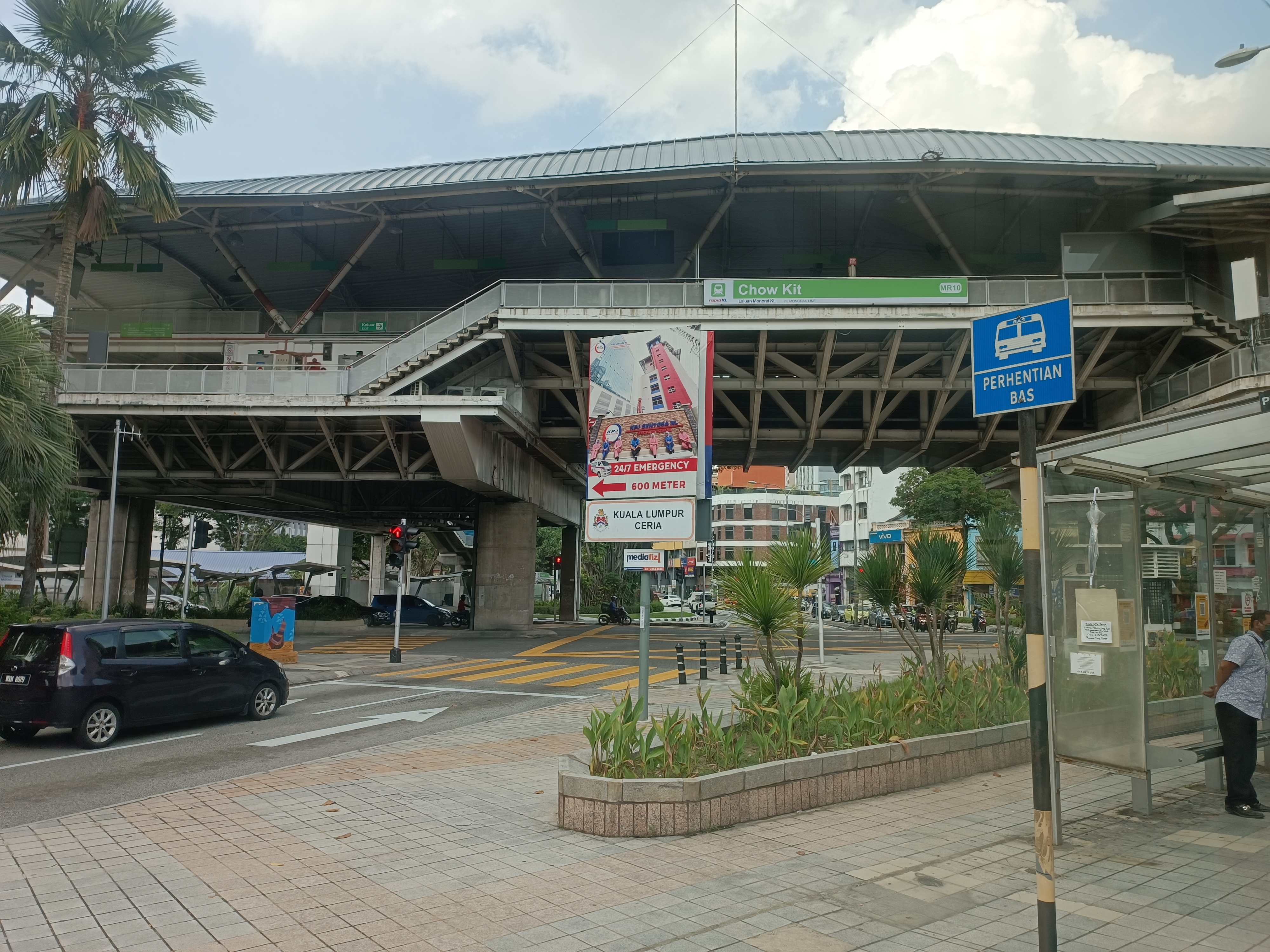
吉隆坡單軌秋傑站

吉隆坡單軌在秋傑設有一站，另安邦線和大城堡線的布特拉世界贸易中心站亦位於秋傑外圍的鹅唛河畔上。
轨道交通
| 車站編號  | 車站名称             | 原文名   | 车站服务            |
| --------- | -------------------- | -------- | ------------------- |
| MR01      | 秋傑站               | Chow Kit | 8 吉隆坡单轨列车    |
| AG04 SP04 | 布特拉世界贸易中心站 | PWTC     | 3 安邦线 4 大城堡线 |

### 道路
- 端姑阿都拉曼路（峇都律）
- 拉惹劳勿路
- 布特拉路

## 政治
秋杰属于武吉免登国会议席，该议席在马来西亚下议院的代表为来自希盟行动党的方贵伦。峇都律以右的小部分区域则属于蒂蒂旺沙国会议席，该议席在马来西亚下议院的代表为来自国阵巫统的佐哈里阿都甘尼。

## 图集

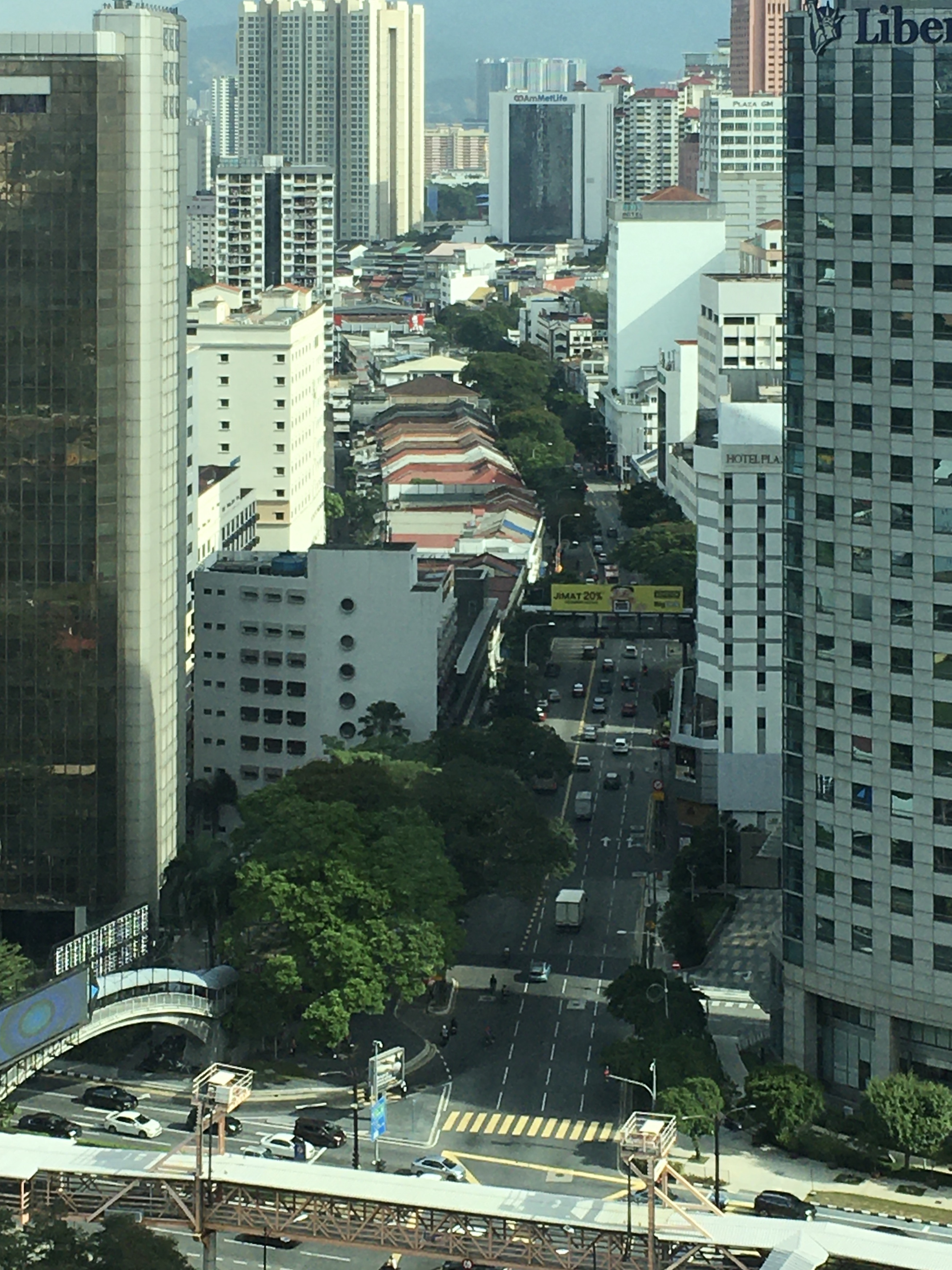
拉惹勞勿路，秋傑的主要道路
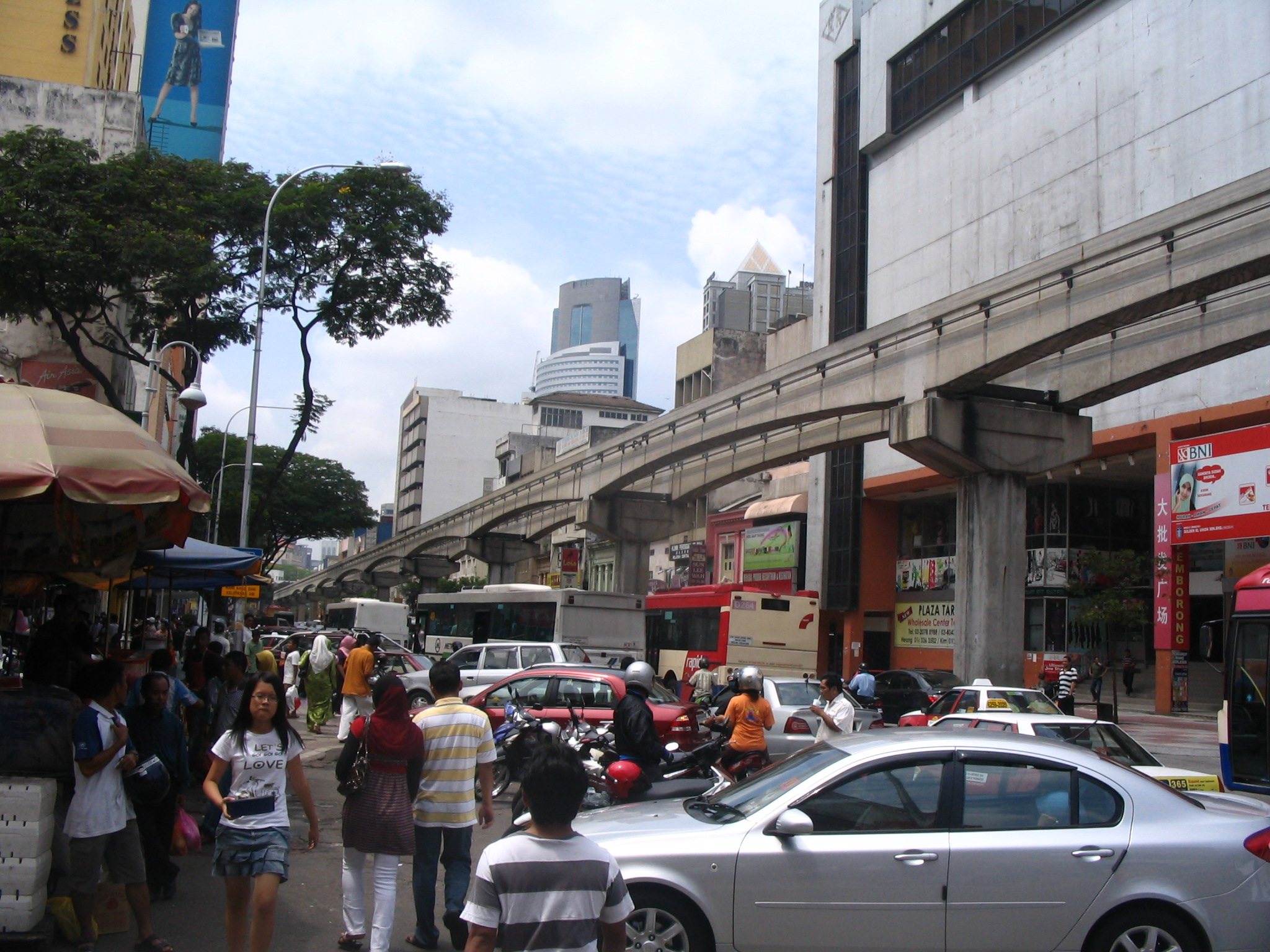
許多商家聚集於東姑阿都拉曼路
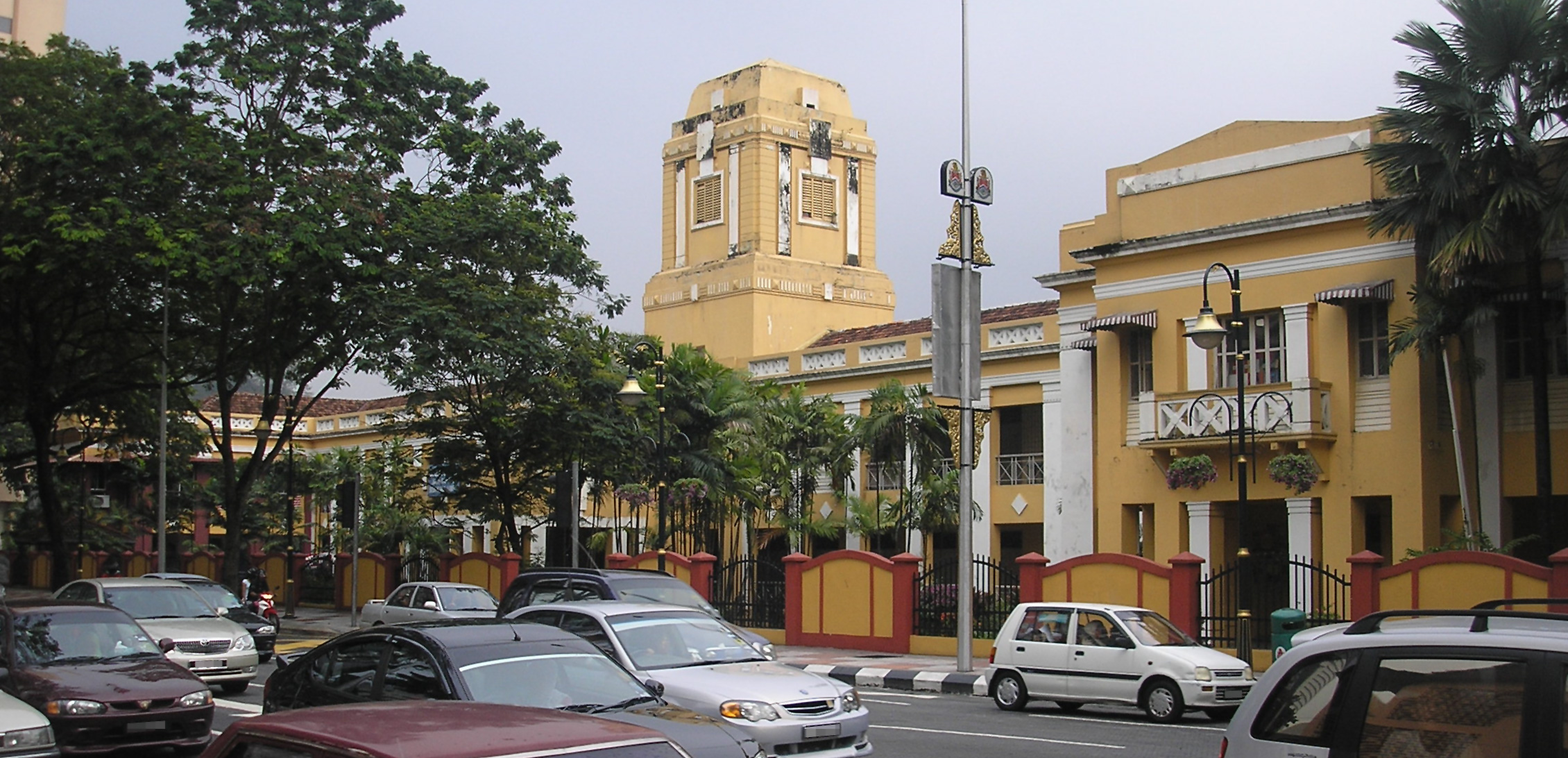
峇都律男校校舍
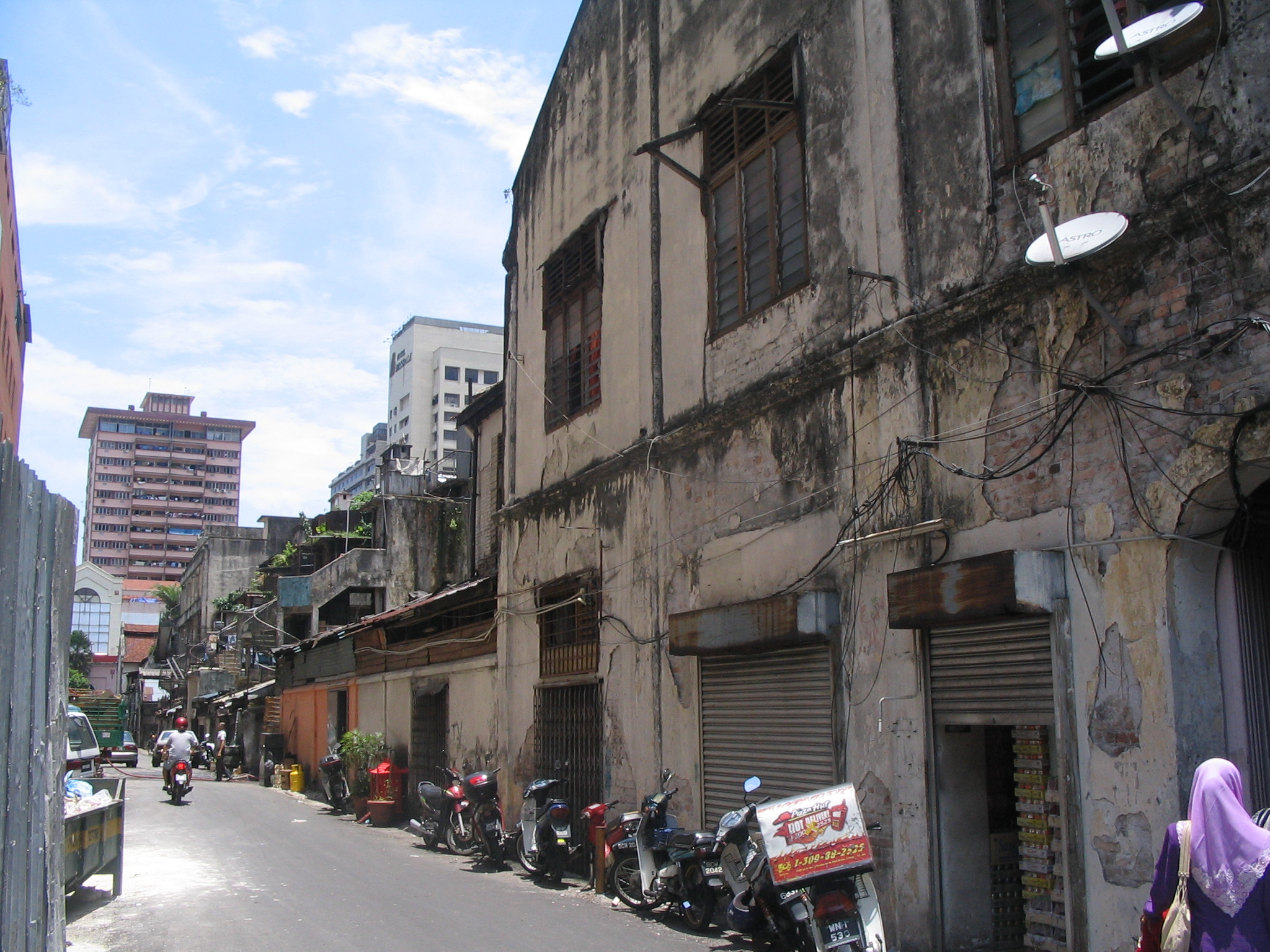
秋傑的後巷